# Округ Амилија (Вирџинија)
Амилија (енгл. Amelia County) је округ у америчкој савезној држави Вирџинија.

## Демографија
По попису из 2010. године број становника је 12.690, што је 1.29 (11,3%) становника више него 2000. године.
| Група             | 2000.         | 2010.         |
| Белци             | 8.007 (70,2%) | 9.233 (72,8%) |
| Афроамериканци    | 3.198 (28,1%) | 2.932 (23,1%) |
| Азијати           | 19 (0,2%)     | 27 (0,2%)     |
| Хиспаноамериканци | 91 (0,8%)     | 290 (2,3%)    |
| Укупно            | 11.400        | 12.690        |